# Jungferntaube

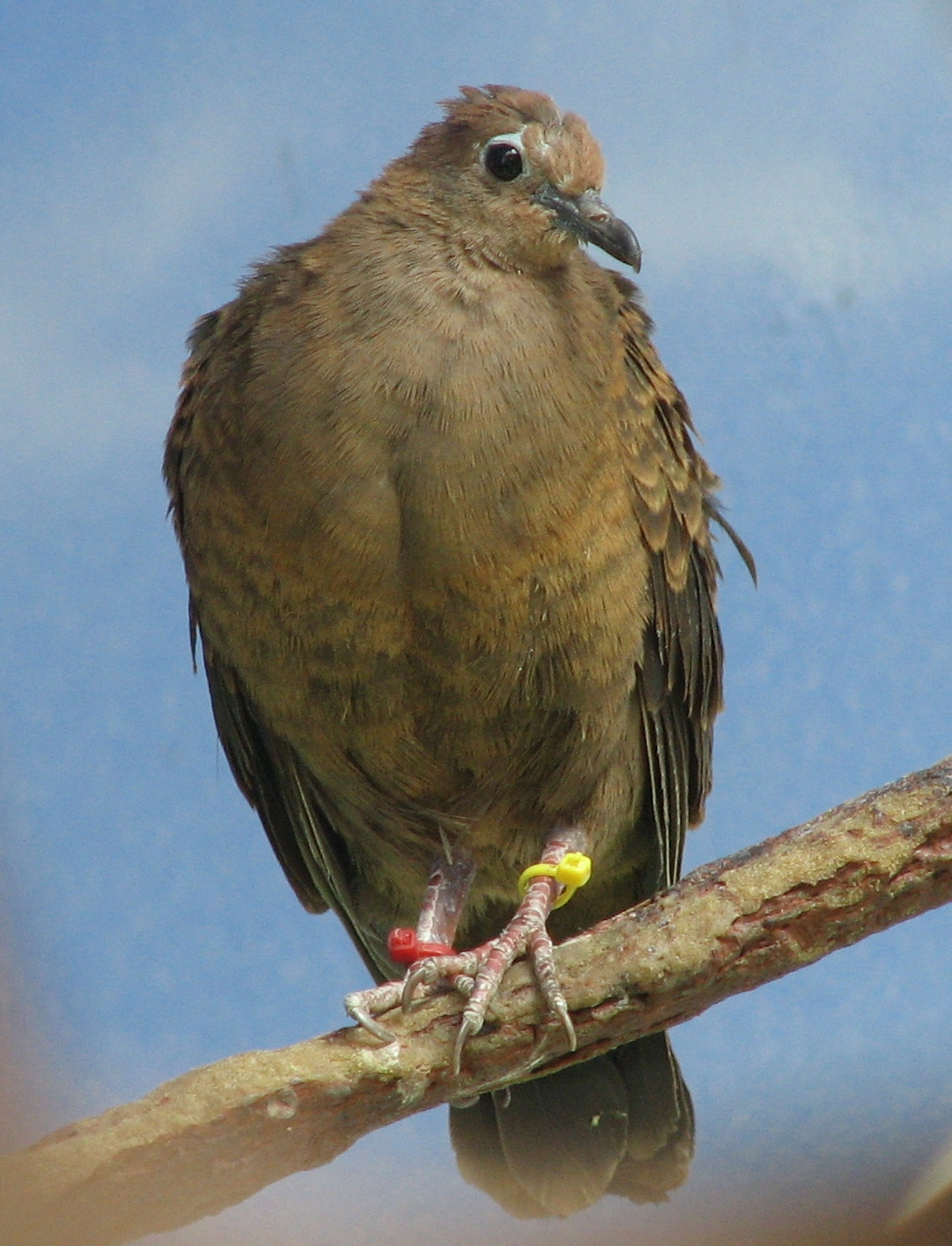
Weibliche Jungferntaube (Alopecoenas xanthonura)

Die Jungferntaube (Pampusana xanthonura, Syn.: Alopecoenas xanthonurus, Gallicolumba xanthonura), auch Marianen-Erdtaube genannt, ist eine Art der Taubenvögel. Sie kommt ausschließlich auf einigen kleineren Inseln in Südostasien vor. Die Art wird von der IUCN als potentiell gefährdet eingestuft. Eine verlässliche Schätzung der Bestandszahlen liegen zwar nicht vor, die Bestände gehen aber zurück. Auf einigen Inseln des Verbreitungsgebietes ist die Jungferntaube durch die dort eingeführte Boiga irregularis gefährdet.

## Erscheinungsbild
Die Jungferntaube erreicht eine Körpergröße von 26 Zentimetern. Sie ist damit etwa so groß wie eine Lachtaube, weist aber die kompakte Körpergestalt auf, wie sie für Indopazifische Erdtauben charakteristisch ist. Ein Geschlechtsdimorphismus ist vorhanden.
Bei den Männchen sind der Kopf, der Hals sowie die vordere Brust weiß mit einer lachsrosa Tönung. Dieser Rosaton ist am Oberkopf, im Nacken und am hinteren Hals etwas intensiver. Über den oberen Mantel verläuft ein purpurner Streifen. Der Mantel, der Rücken sowie die Flügel sind dunkel olivbraun und glänzen bronzefarben. Auf den mittleren Flügeldecken finden sich purpurfarbene Flecken. Auf der Körperunterseite ist der Bauch dunkelgrau. Die Federn weisen hier gelbbraune Säume auf. Die Schwanzfedern sind braungrau mit schwarzen Enden. Die Iris ist braun, die Augenringe sind hellgelblich und die Füße sind rot.
Die Weibchen unterscheiden sich von den Männchen durch eine goldbraune Stirn und einen goldbraunen Oberkopf. Die Oberseite ist heller und eher gelblich olivbraun bis bronzegrün. Der Hals, die untere Brust sowie der Bauch sind gelbbraun. Die Iris ist grau bis braun, die Augenringe sind grau.

## Verbreitungsgebiet und Lebensraum
Die Jungferntaube ist eine endemische Art auf den Marianen. Sie kommt dort auf den Inseln Guam, Rota, Agiguan, Tinian und Saipan vor. Sie ist außerdem auf der Insel Yap verbreitet. Der Bestand geht im gesamten Verbreitungsgebiet zurück.
Die Jungferntaube bewohnt Wälder, Plantagen und andere baumbestandene Habitate. Am höchsten ist die Bestandsdichte in Primärwäldern.

## Verhalten
Die Jungferntaube wird gelegentlich einzeln beobachtet. Gewöhnlich lebt sie jedoch paarweise. Die Jungferntaube ist sehr scheu, insbesondere die Weibchen halten sich im Blattwerk der Baumwipfel versteckt. Auf den Boden kommen Jungferntauben nur selten. Vermutlich tun sie dies vor allem, um kleine Steinchen aufzunehmen. Das Nahrungsspektrum der Jungferntaube umfasst Früchte, Sämereien und Blüten. Das Nest wird hoch in Bäumen errichtet.

## Belege

### Weblink
- Pampusana xanthonura in der Roten Liste gefährdeter Arten der IUCN 2014.2. Eingestellt von: BirdLife International, 2012. Abgerufen am 23. Oktober 2014.